# Pękawka (potok)
Pękawka – potok w południowo-zachodniej Polsce, w woj. dolnośląskim, na Pogórzu Izerskim, w prawym dorzeczu Kwisy, długość 1,7 km, źródła na wysokości ok. 410 m n.p.m., ujście – ok. 400 m n.p.m..

## Opis
Wypływa w południowej części  Pogórza Izerskiego, w Kotlinie Mirskiej, u stóp północnych zboczy Kamienickiego Grzbietu Gór Izerskich, na zachód od Gierczyna. Płynie ku północy. Między Gierczynem, Mlądzem a Mirskiem uchodzi do Dzieży, choć niektóre źródła podają, że to Dzieża wpada do Pękawki.